# Клони АК виробництва НДР
- MPi-K (Mashinenpistole-Kalaschnikow) — точна копія радянського AK-47 з фіксованим прикладом. Випускалась з 1956[1].

Сімейство АК виробництва НДР

- MPi-KmS (Mashinenpistole-Kalaschnikow mit Stutze) — точна копія АКС зі складним металевим прикладом.

Сімейство АК виробництва НДР

- MPi-KM (Mashinenpistole-Kalaschnikow modernisiert) — точна копія АКМ. Випускалась у двох варіантах: з дерев'яним та пластиковим прикладом.
- MPi-KMS-72 (Mashinenpistole-Kalaschnikow mit Stutze образца 1972 року) — аналог АКМС, однак дротовий приклад німецького зразку, який відкидається вправо (на радянських зразках — вліво). У серійному виробництві з 1972.
- MPi-KMS-K (Mashinenpistole-Kalaschnikow mit Stutze Kleine) — укорочена версія MPi-KMS-72[2].
- MPi-AK-74N (Mashinenpistole-Automat Kalaschnikow fur Nachtsichtgerat und ZF зразка 1974 року) — аналог AK-74 калібру 5,45-мм з фіксованим прикладом. В виробництві з 1981.
- MPi-AKS-74N (Mashinenpistole-Automat Kalaschnikow mit Stutze fur Nachtsichtgerat und ZF) — аналог AKC-74 зі складним прикладом.
- MPi-AKS-74NK (Mashinenpistole-Automat Kalaschnikow mit Stutze fur Nachtsichtgerat und ZF Kleine) — укорочена версія MPi-AKS-74N.
- KK-MPi-69 — навчальна версія АК. Автомат зовні схожий з АК, проте має автоматику на основі віддачі вільного затвора, магазин на 15 патронів, прицільну дальність — до 100 метрів[3].